# Анадырка
Анадырка — река на северо-западе Камчатского края в России.
Длина реки — 22 км. Протекает по территории Тигильского района Камчатского края. Впадает в Охотское море.
Название произошло от коряк. Ваныӈратон — «пещеры, где укрывались люди».

## Данные водного реестра
По данным государственного водного реестра России относится к Анадыро-Колымскому бассейновому округу.
Код объекта в государственном водном реестре — 19080000112120000037591.